# Ambasada Austriei în România

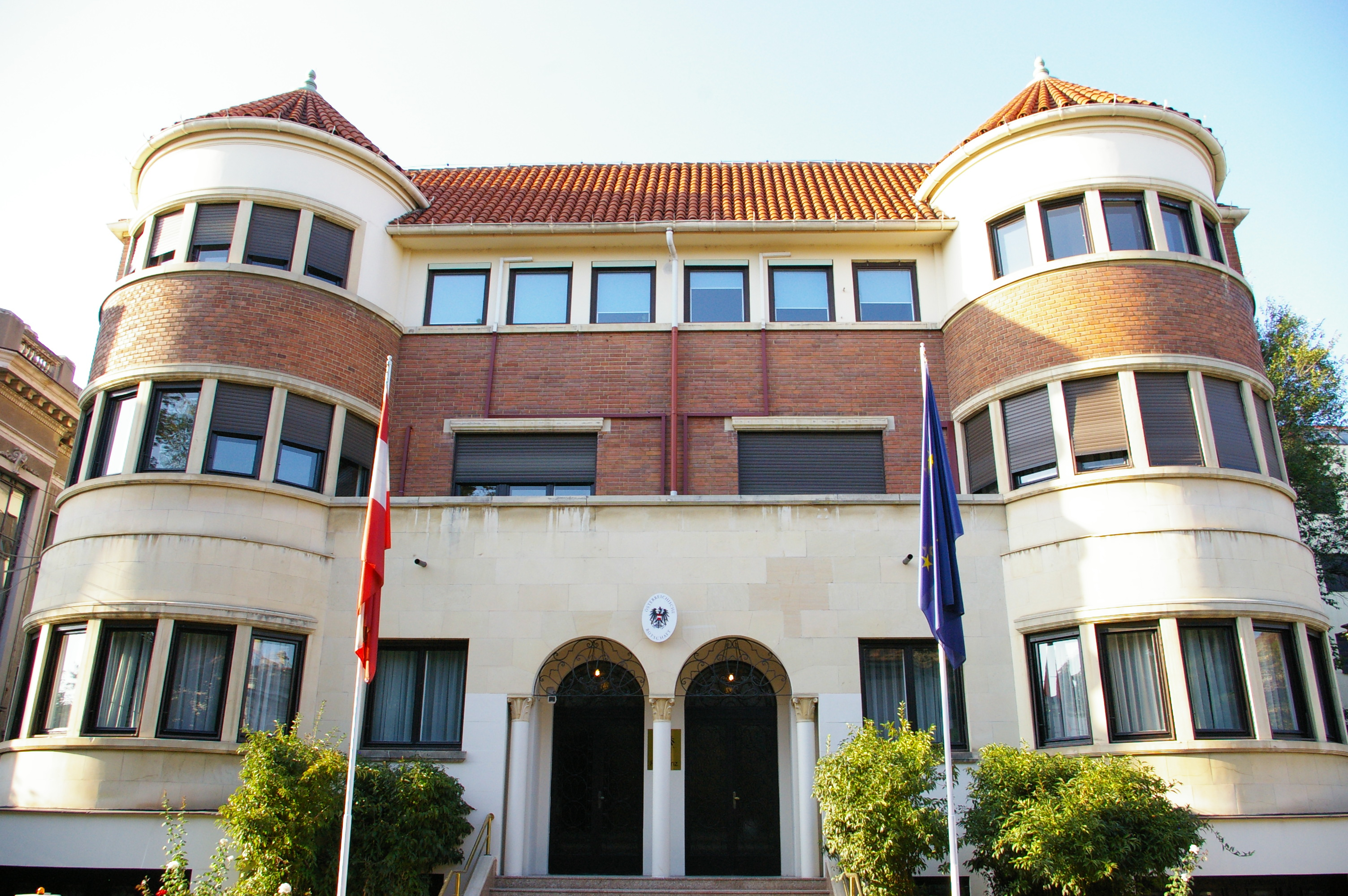
Ambasada Austriei la Bucureşti

Ambasada Austriei la București este reprezentanța diplomatică permanentă a Republicii Austria în România. La sediul acesteia din strada Dumbrava Roșie nr. 7 sect. 2 se află reședința, reprezentanța diplomatică, consulatul, forumul cultural precum și birourile atașatului militar și a celui pentru agricultură, dar și biroul de legătură al Ministerului Federal de Interne.
Secția comercială a ambasadei se află în imediata apropiere, într-o clădire proprie, pe strada Logofătul Luca Stroici nr. 15. Totodată, Austria deține consulate onorifice la Timișoara (strada Mărășești nr. 7, ap. 2) și Sibiu (strada General Magheru nr. 4).
Din septembrie 2021 Adelheid Folie este ambasador al Republicii Austria în România.

## Adrese anterioare ale reprezentanțelor diplomatice austriece la București

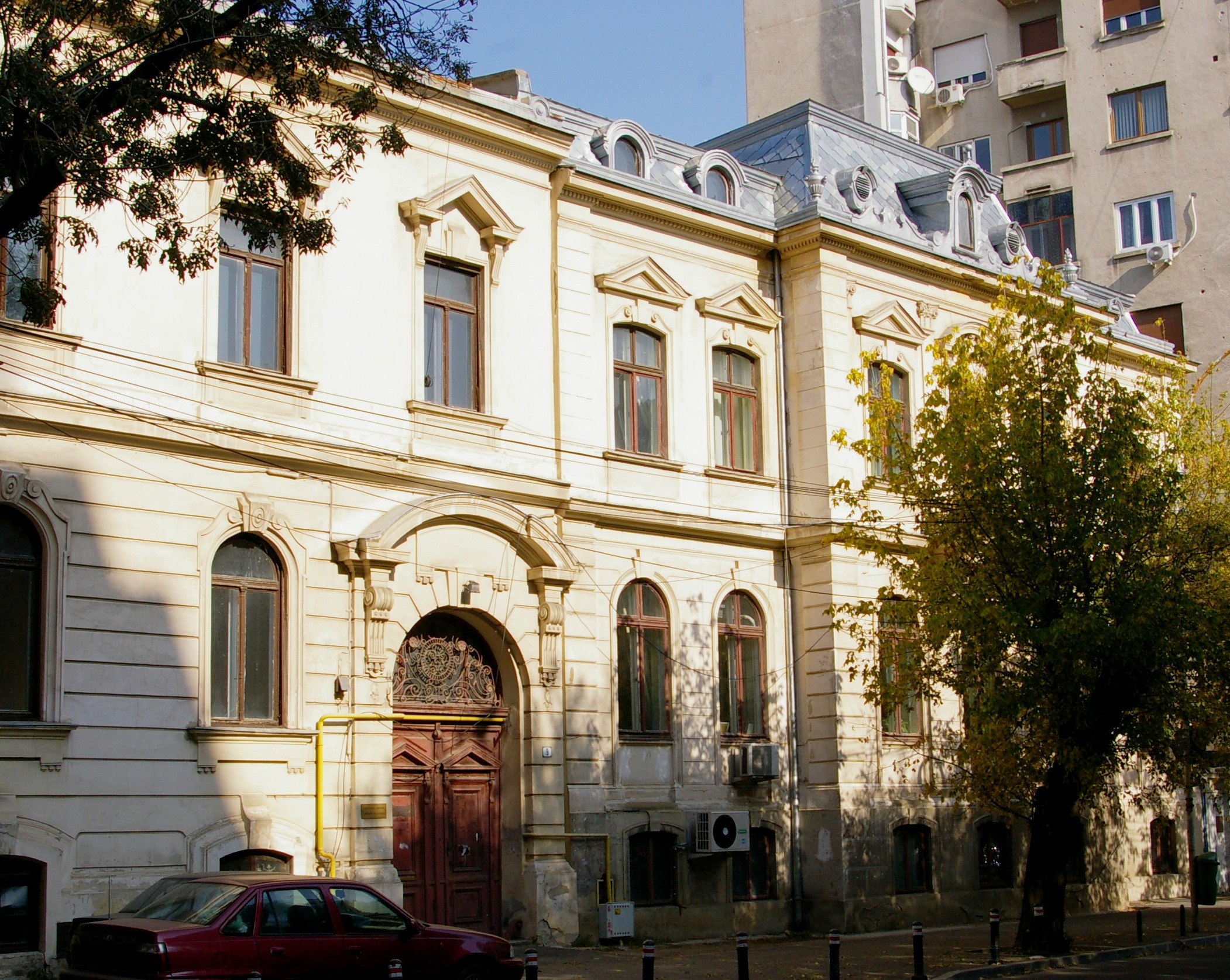
Legația diplomatică a Imperiului Austro-Ungar

Legația diplomatică în România a Imperiului Austro-Ungar funcționa până în anul 1918 într-un palat pe strada Vienei nr. 9 (astăzi strada Dobrescu I. Demetru, în apropierea Pieței Revoluției). Ultimii miniștrii plenipotențiari ai Austro-Ungariei în România au fost prințul Karl Emil zu Fürstenberg (bunicul ministrului de externe ceh Karel Schwarzenberg) precum și succesorul lui, contele Ottokar Czernin, din 25 octombrie 1913 până în 27 august 1916 (apoi ministru al afacerilor externe în perioada 1916 – 1918). Urmare a stării de război dintre Austro-Ungaria și România, postul nu a mai fost ocupat. 
În 1922, după Primul Război Mondial, clădirea a fost retrocedată  Austriei și Ungariei. Mai târziu, în 1935, a urmat o diviziune a proprietății, care până la acea dată a fost utilizată de ambele părți. În timpul celui de-al Doilea Război Mondial, clădirea a revenit Imperiului German, fiind utilizată de „Reprezentantul Special pentru Afaceri Economice“. După război, România a confiscat  toate proprietățile germane, punându-le la dispoziția Uniunii Sovietice pentru eventuale despăgubiri. 
Consilierul de legație Dr. Herbert Schmidt, primul reprezentant politic al Austriei după al Doilea Război Mondial, a fost nevoit să-și desfășoare activitatea într-o cancelarie improvizată pe Bulevardul Republicii, sub același acoperiș cu o locuință închiriată. Viena a încercat în zadar în repetate rânduri să soluționeze această problemă locativă, luând în considerare chiar și închiderea temporară a reprezentanței. Tot în condiții improprii s-a desfășurat activitatea reprezentanței și în perioada 1953–1956 la adresa din strada Dimitrie Obrescu nr. 7. In anul 1955, după ce reprezentanța Austriei a fost ridicată la rang de legație, statul român a pus la dispoziție clădirea actuală a ambasadei, situată în strada Dumbrava Roșie. În schimbul unei derogări de creanță asupra casei din str. I. Dobrescu Demetru, Republicii Austria i-au fost transferate drepturile de proprietate în ianuarie 1957. Clădirea a fost construită de influentul importator de farmaceutice Dr. Camenița pentru familia sa și a fratelui său.